# Subancistrocerus esakii
Subancistrocerus esakii är en stekelart som beskrevs av Joseph Charles Bequaert och Yasu. 1939.
Subancistrocerus esakii ingår i släktet Subancistrocerus och familjen Eumenidae. Inga underarter finns listade i Catalogue of Life.